# Скорпион (сериал)
Вижте пояснителната страница за други значения на Скорпион.
„Скорпион“ (стилизирано: </SCORPION>) е северноамерикански телевизионен сериал, създаден от Ник Сантора, с участието на Елиъс Габел, Катарин Макфий, Еди Томас, Джейдън Уонг, Ари Стидам и Робърт Патрик.
Сериалът се излъчва от 2014 до 2018 година. В България стартира на 1 юни 2015 година.

## Сюжет
Сериалът „Скорпион“ е вдъхновен от живота на ирландеца Уолтър О’Брайън, за когото се твърди, че има свръхвисок коефициент на интелигентност, на 13 години хакнал системата на НАСА, свалил чертежи оттам и ги закачил в стаята си. Години по-късно той вече ръководи екип от гении, с които разрешават заплетени казуси.

## В България
Сериалът се излъчва по Нова телевизия с български дублаж. Озвучаващите артисти са Даниела Йорданова, Лина Златева, Георги Георгиев – Гого, Здравко Методиев, Васил Бинев и други.
| Преводач            | Захари Генчев   |
| Тонрежисьор         | Димитър Кукушев |
| Режисьор на дублажа | Димитър Кръстев |